# Daniel Paille
Daniel Joseph Paille (Welland, 15 aprile 1984) è un ex hockeista su ghiaccio canadese professionista, che gioca nel ruolo di ala sinistra per i Boston Bruins, squadra della NHL con cui ha vinto la Stanley Cup 2011.